# Ingyō
L'empereur Ingyō (允恭天皇, Ingyō Tennō) est le dix-neuvième empereur du Japon, selon l'ordre reconnu de la succession.

## Biographie
Aucune date ferme ne peut être assignée pour le règne de cet empereur, mais on situe son règne au Ve siècle, probablement de 425 à 454, bien qu'on n'en connaisse pas les dates avec certitude. Les historiens lui attribuent cependant des dates de vie de 374 à 453 et situent son règne à partir de 412, bien qu'aucune de ces dates n'ait de fondement réel.
Selon le Kojiki et le Nihon shoki, il est le quatrième fils de l'empereur Nintoku et de l'impératrice consort Iwanohime, et donc un jeune frère de son prédécesseur l'empereur Hanzei. Il monte sur le trône à la mort de Hanzei et règne durant 41 ans. Lui et son impératrice consort, Oshisaka no Ōnakatsu no Hime, ont cinq fils et quatre filles, parmi lesquels les empereurs Ankō et Yūryaku. Durant son règne, il réforme le système de familles et de noms de clans, car de nombreuses personnes se choisissaient de faux noms en utilisant des noms de clans ou de familles plus élevés. Le Nihon shoki affirme que la Corée verse un tribut au Yamato.
Les historiens actuels l'identifient au roi Sai du Livre de Song, qui est un roi de Wa et envoie à au moins deux reprises des messagers à la dynastie Song, en 443 et 451.
Selon des historiens contemporains, 80 musiciens coréens viennent jouer à ses funérailles, important par la même occasion au Japon les styles musicaux coréen et chinois.

## Tombe
L'Agence impériale considère que le kofun d'Ichinoyama ou 恵我長野北陵 (Ega no nagano no kita no misasagi), à Fujiidera (préfecture d'Osaka) est la tombe d'Ingyō.